# Parc national de Sjunkhatten
Le parc national de Sjunkhatten est un parc national situé dans le comté de Nordland, en Norvège. Créé le 5 février 2010, il s'étend sur 41 750 hectares, dont une zone maritime de 3 980 hectares dans les municipalités de Bodø, Fauske et Sørfold. Le parc est situé sur une péninsule entre le fjord Sørfolda et Saltfjorden.
Il protège le paysage formé par les glaciers, les grottes et les systèmes d’eau, les fjords, le grand lac Heggmovatnet, des espèces animales rares et le patrimoine culturel,. 

## Galerie

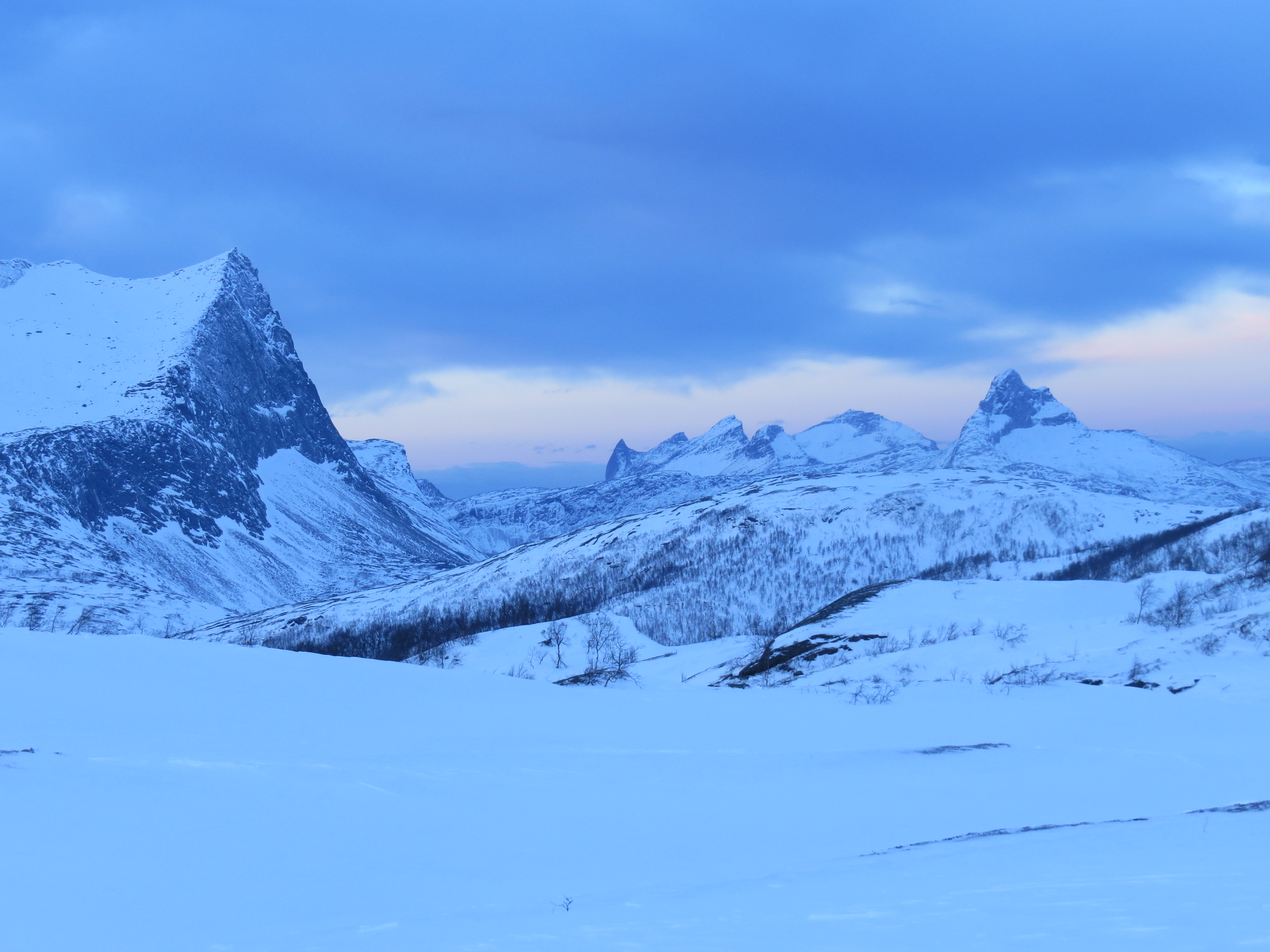
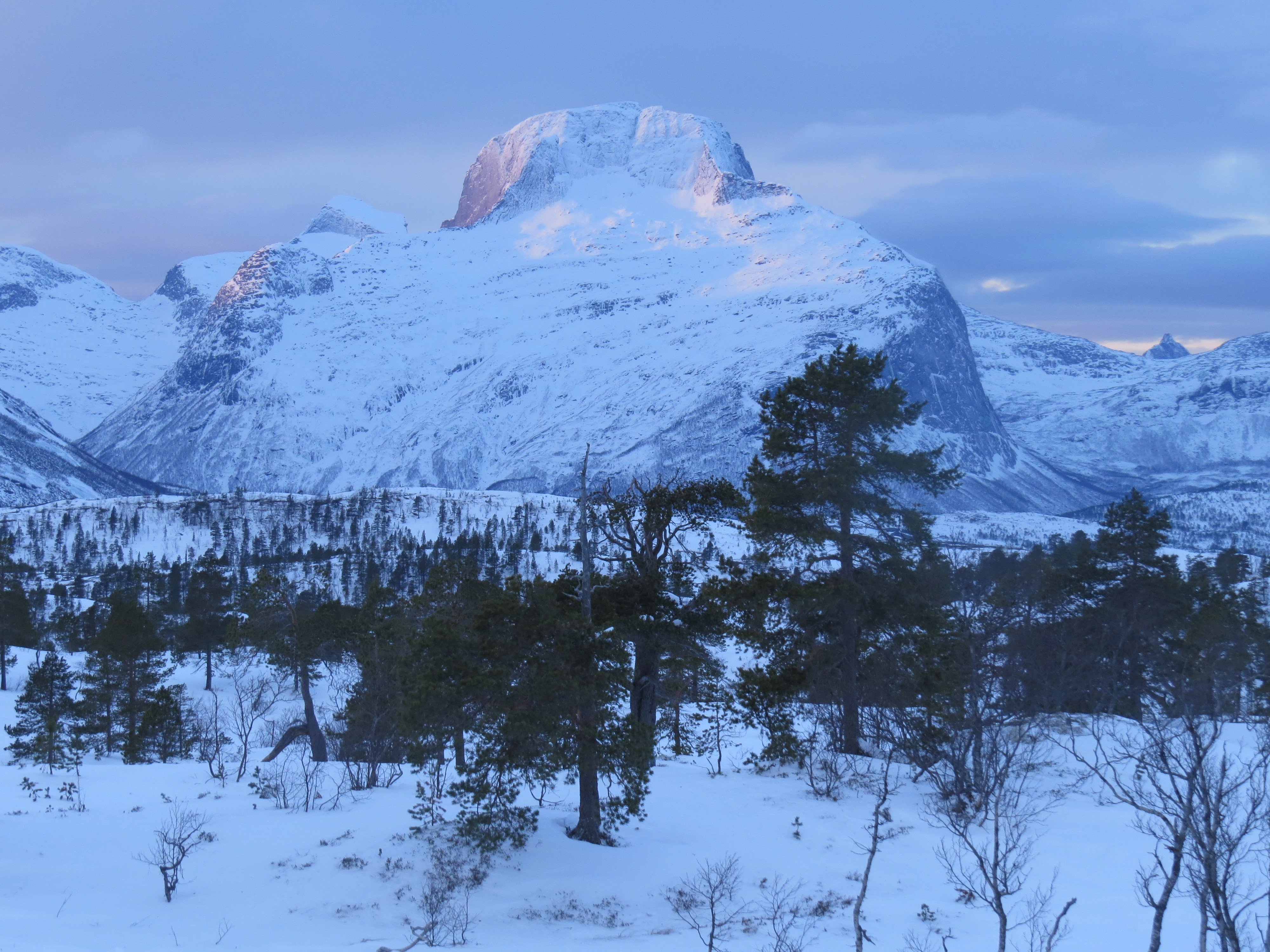
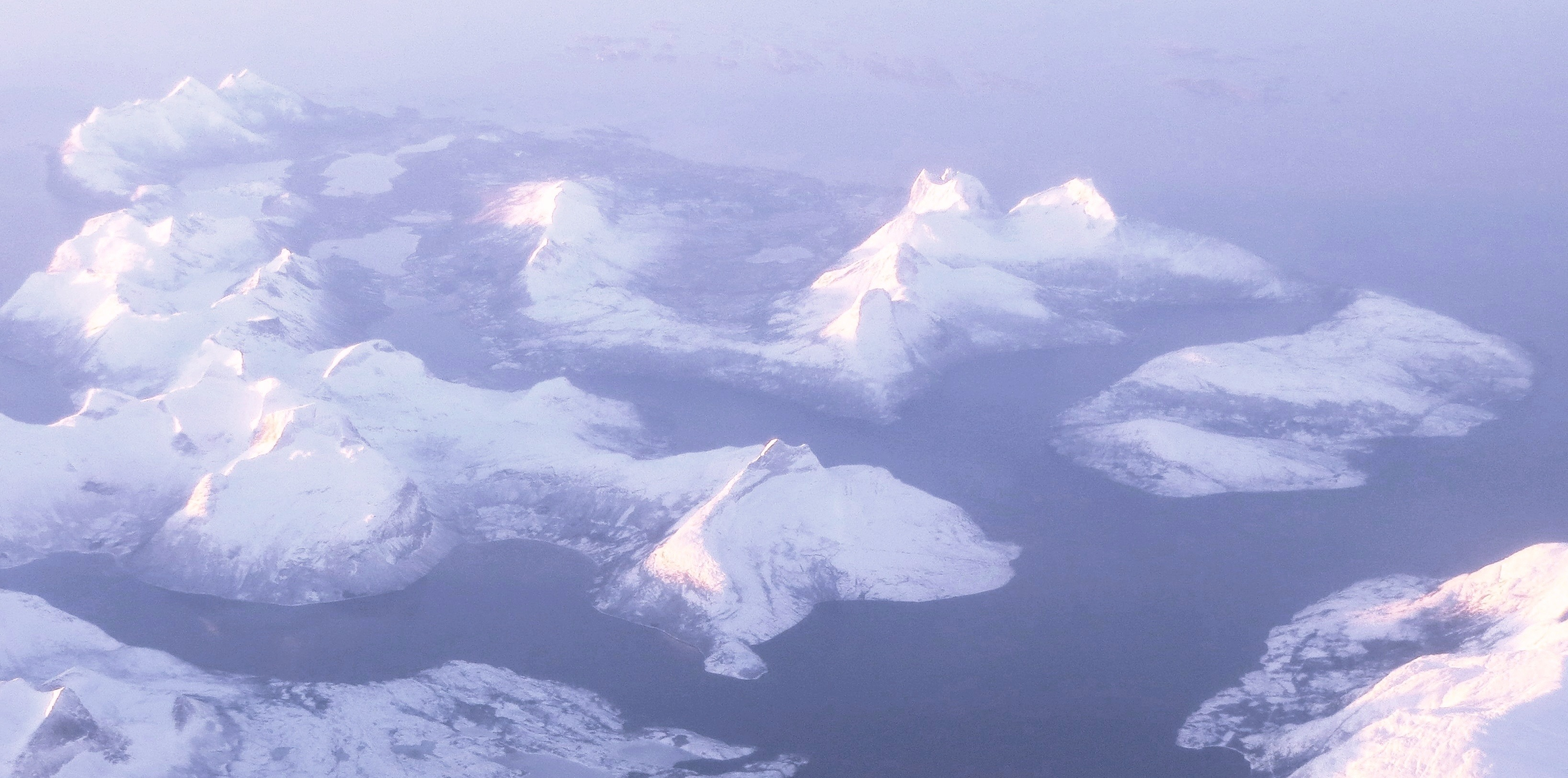